# Botticino
Botticino är en kommun i provinsen Brescia i regionen Lombardiet i Italien. Kommunen hade 10 857 invånare (2018).